# 심포유:EXO의 릴레이 영상기록기
[심포유]는 V LIVE와 네이버TV에서 방영된 EXO의 자체제작컨텐츠로 웹 예능이다.

## 소개
엑소 멤버들 개인별로 일상의 모습을 영상으로 촬영해 릴레이형식으로 공개된다.
(2021년 5월기준) 4번째멤버까지 공개되었으며 입대하기 전에 촬영하고 바로 공개되는 경우도 있으나 입대 후 공백기동안에 공개되는 경우도 있다.
대부분은 각자의 일상을 영상에 담아 기록한다.

## 제작정보

### 출연진
| 시리즈                        | 출연                                       |
| ----------------------------- | ------------------------------------------ |
| 심포유 (心 for U) - 시우민 편 | 시우민, 수호, 백현, 찬열, 디오, 카이, 세훈 |
| 심포유 (心 for U) - 첸 편     | 첸, 조정치, 권정열, 고영배, 양다일, 임한별 |
| 심포유 (心 for U) - 수호 편   | 수호, 세훈, 찬열                           |
| 심포유(心 for U) - 찬열 편    | 찬열                                       |

### 제작진
- <심포유-시우민 편>

기획: 이예지
연출: 천명현, 김수현
PD: 심지영, 방미리, 정수아, 최지영, 박경우
작가: 황선영
- <심포유-첸 편>

기획: 이예지, 천명현
연출: 김수현
PD: 심지영, 방미리, 정수아, 최지영, 안유선, 조현경
작가: 황선영, 노진영, 신예슬, 윤아롬, 유병우
- <심포유-수호 편>

기획: 이예지, 천명현
연출: 김수현, 안혜림
PD: 송유리, 정수아, 조현경, 한윤정
작가: 황선영, 백주연, 신예슬, 윤아롬, 박혜수
- <심포유-찬열 편>

CP: 천명현
제작: 이예지
연출: 김수현, 송유리
PD: 정수아, 조현경, 한윤정
작가: 황선영, 백주연, 신예슬, 윤아롬, 박혜수

## 시리즈

### <<시우민 편>>
매주 월, 수, 금요일 오후7시에 한편씩 공개되어 총 18부작이고 유료콘텐츠는 V LIVE+를 통해 4편이 추가적으로 공개되었다.
멤버 시우민이 첫 독립을 하여 집이 처음으로 공개되었고 엑소 멤버들을 초대해 집들이를 준비하는 것으로 이야기가 시작된다.
또한 고등학생시절 친하게 지내던 친구들과 우정여행을 떠나는 내용으로 에피소드가 마무리 된다.

#### 유료&무료 콘텐츠

##### 유료콘텐츠
유료콘텐츠로는 평소 시우민이 가지고 있던 향수만들기, 베이킹, 양궁배우기와 같은 버킷리스트를 이루는 영상 2편, 바다낚시를 즐기는 일상로그 1편, 팬분들을 위한 랜선집들이 영상 1편이 공개되었다.

##### 무료콘텐츠
EP 1. EXO멤버들과의 첫 집들이 (6편)
EP 2. 친구들과 버킷리스트 이루기 (3편)
EP 3. 카이, 첸, 고등학교 친구 2명과의 스포츠게임 (3편)
EP 4. 고등학교 친구들과의 우정여행 (5편)
EP 5. 팬분들께 쓰는 영상편지- 마지막화

#### 방송기간
2019년 3월 25일에 시작하여 유료콘텐츠 공개 포함 2019년 6월 14일에 끝을 내렸다.

### <<첸 편>>
매주 월, 수, 금요일 오후12시에 한편씩 공개되어 총 33부작이다. 유료콘텐츠는 10편이 추가적으로 공개되었다.
첸은 버스킹을 주제로 각 지역에 있는 팬들을 만나 영상에 녹여냈다. 솔로앨범을 준비하며 두번째 미니앨범에 수록된 곡들을 버스킹을 통해 선공개하기도 했다. 
버스킹은 부산을 시작으로 광주, 대전, 양평, 서울을 끝으로 에피소드가 마무리된다.
각 지역을 돌면서 첸이 조정치와 신곡을 준비하고 싶다며 작사를 하였고 양평에서 신곡 <아름다워>를 첫 공개하였다. 이는 2019년 12월 19일에 음원으로 공개된 바 있다.

#### 유료&무료 콘텐츠

##### 유료콘텐츠
유료콘텐츠로는 부산, 대전, 광주, 서울 버스킹 뒷풀이 영상과 버스킹 직캠영상 4편, 홀로 경주를 여행하는 모습을 담은 영상 2편이 V LIVE+를 통해 공개되었다.

##### 무료콘텐츠
EP 1. 첫인사 (1편)
EP 2. 조정치, 정인과의 첫만남 (2편)
EP 3. 첫번째 음악친구 권정열과의 만남 (1편)
EP 4. 부산버스킹 준비 (6편)
EP 5. 두번째 음악친구 고영배와의 만남 (1편)
EP 6. 광주버스킹 준비 (7편)
EP 7. 세번째 음악친구 양다일과의 만남(2편)
EP 8. 대전버스킹 준비 (4편)
EP 9. 심포유OST <아름다워> 준비과정 및 공개 (2편)
EP 10. 마지막 음악친구 임한별과의 만남 (1편)
EP 11. 마지막 서울버스킹 준비 (3편)
EP 12. <아름다워> 녹음 비하인드- 마지막화 (1편)
+ special video

#### 방송기간
2019년 10월 28일을 시작으로 유료콘텐츠 포함 2019년 12월 23일에 끝을 내렸다.

### <<수호 편>>
매주 화, 목, 토요일 오후12시에 한편씩 공개되어 총 24부작이다. 유료콘텐츠로 14편이 먼저 공개되었다.
수호는 첫 솔로앨범을 준비하는 모습을 담아내어 뮤비촬영 비하인드, 직접 작사하는 모습 등을 보여주기도 하였다. 
또한 멤버 찬열, 세훈과 캠핑을 즐기고 요리를 도전하는 에피소드로 마무리 된다.

#### 유료&무료 콘텐츠

##### 유료콘텐츠
유료콘텐츠는 솔로앨범을 준비하는 영상 2편, 멤버들과 캠핑을 즐기는 영상 4편, 혼자 요리에 도전하는 영상 1편, 라이브영상 1편은 팬십(FANSHIP)을 통해 공개되었으며, 비하인드 영상 3편은 팬십(FANSHIP)과 V LIVE+를 통해 공개되었다.

##### 무료콘텐츠
EP 1. 솔로앨범 회의 (1편)
EP 2. 앨범 재킷촬영 (1편)
EP 3. 수록곡녹음 및 작곡,작사가와의 미팅 (1편)
EP 4. 녹음실, 뮤비 비하인드 (3편)
EP 5. 멤버들과의 캠핑 (2편)
EP 6. 수호랜드 게임지옥 (7편)
EP 7. 바비큐파티와 추억회상(3편)
EP 8. 수리사의 첫번째 손님대접-대학동기 (2편)
EP 9. 수리사의 두번째 손님대접-중학교 친구 (1편)
EP 10. 수리사의 세번째 손님대접-매니저 (2편)
EP 11. 온라인팬미팅 비하인드- 마지막화 (1편)
+special clip (팬송 녹음비하인드)

#### 방송기간
2020년 4월 28일을 시작으로 유료콘텐츠 포함 2020년 6월 23일에 끝을 내렸다.

### <<찬열 편>>
매주 화, 목, 토요일 오후 12시에 공개되었으며 총 24부작이다. 유료콘텐츠로 2편이 뒤이어 공개되었다.
찬열은 혼자 여름휴가를 즐기며 에피소드를 완성했다. 
찬열은 게임 속 플레이어가 되어 전 릴레이멤버 수호가 만들어 준 퀘스트를 깨는 형식으로 진행되었다.

#### 유료&무료 콘텐츠

##### 유료콘텐츠
유료콘텐츠로는 여름휴가가 끝난 후 다시 만나 스튜디오에서 캠핑을 즐기는 모습을 담아낸 비하인드 영상 2편이 V LIVE+를 통해 공개되었다.

##### 무료콘텐츠
EP 1. 여름휴가 준비 및 숙소 도착 (2편)
EP 2. 첫번째 퀘스트, 화덕만들기 (2편)
EP 3. 두번째 퀘스트, 평상 장판깔기 (1편)
EP 4. 세번째 퀘스트, 겉절이 만들기 (2편)
EP 5. 레벨업, 꿈의 방 즐기기 (1편)
EP 6. 네번째 퀘스트, 장작패기 (3편)
EP 7. 다섯번째 퀘스트, 현관문 페인트칠하기 (3편)
EP 8. 여섯번째 퀘스트, NPC와 텐트 설치하기 (2편)
EP 9. 일곱번째 퀘스트, 텐트 꾸미기 (3편)
EP 10. 퀘스트 올클리어, 액티비티 이용권 획득 (1편)
EP 11. 바다맵 오픈 (1편)
EP 12. 히든퀘스트, 앨범만들기 (1편)

#### 방송기간
2020년 10월 27일을 시작으로 유료콘텐츠 포함 2020년 12월 22일에 마무리되었다.